# Moldura

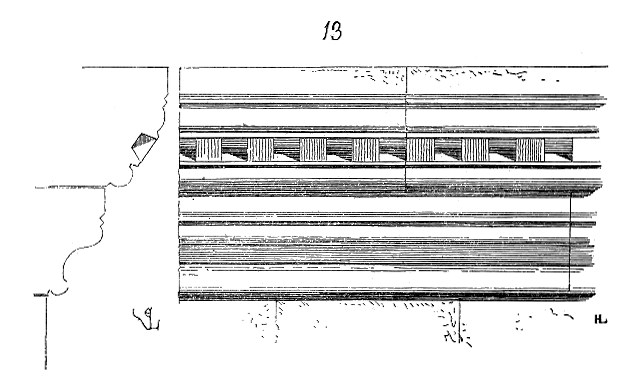
Sección y alzado de varios tipos de moldura.

La moldura (también, fascia) es un elemento decorativo en relieve, de acusado componente longitudinal, que conserva idéntico perfil en todo su trazado.
Se utiliza en diversas obras artísticas, entre ellas en trabajos de carpintería y, de forma significativa, en arquitectura. El perfil, o sección transversal, define y diferencia los múltiples tipos de molduras, aunque pueden recibir diferente nombre si forman parte de paramentos lisos o de columnas; o si pertenecen a diferente estilo o época. 

## Tipos de molduras lisas

Tipos de molduras.

Las molduras lisas se clasifican por su sección o perfil en rectangulares y curvas. Las de sección curva se dividen en las conformadas por un segmento de curva (de circunferencia o elipse), o conformadas por dos segmentos de curva.

### Listel
El listel, también denominado filete, es una pequeña moldura corrida de sección cuadrada o rectangular. Se utiliza para separar otras molduras mayores y para romper la continuidad de un plano. Figura 1.
Las molduras similares de mayores dimensiones se llaman fajas. Figura 2.

### Toro
Moldura convexa de sección circular, análoga a la figura geométrica definida por una superficie tórica. Se utiliza como ornato de piezas cilíndricas (por ejemplo, una columna) en las que puede quedar embebida hasta su eje directriz, confundiéndose en tal caso con el bocel. Figura 4.

### Bocel
Moldura convexa de sección semicircular o, en ocasiones, elíptica, de superficie lisa. Cuando la directriz es recta, equivale a un semicilindro; si es circular, a un semitoro. Figuras 4.
También se denomina astrágalo a la pequeña moldura de perfil circular, dispuesta a modo de cordón en forma de anillo, que rodea el fuste de la columna debajo del tambor del capitel.
Recibe el nombre de medio bocel o cuarto bocel la moldura cuya sección es un cuarto de círculo. Figuras 5 y 6.

### Baqueta
La baqueta o baquetilla es la moldura convexa de sección circular, la de menor diámetro entre las de perfil convexo y más delgada que el bocel. Se empleó con profusión en las construcciones de la Edad Media. Figura 3.

### Gola
La gola es una moldura cuyo perfil tiene forma de S. Posee la concavidad en la parte superior y la convexidad en la inferior. En la gola la parte más saliente está arriba. Es similar al cimacio. Figura 9.
Si tiene la convexidad en la parte superior y la concavidad en la inferior se denomina gola inversa, o gola reversa. Es similar a la nacela. Figura 7.
Se denomina talón a la moldura cuyo perfil consta de una parte convexa y otra cóncava. El talón derecho tiene arriba la parte convexa, y el talón reverso abajo. En el talón la parte más saliente está abajo. Talón derecho: figura 10. Talón reverso: figura 8.

### Nacela
Moldura que arranca vertical, cuyo perfil está formado por dos arcos de circunferencia de diferente radio, siendo el arco inferior cóncavo y el superior convexo. Es más ancha por la parte superior, por lo que se utiliza para enlazar dos superficies donde la inferior está retranqueada con respecto a la superior. Figura 7.

### Cimacio
Moldura cuyo perfil está constituido por dos arcos de circunferencia dispuestos formando una S, de manera que el arco superior es cóncavo y el inferior convexo. La parte alta de la moldura es más ancha que la baja, vuela más, por lo que se usa para enlazar dos superficies de las que la superior sobresale con respecto a la inferior. Figura 9.
Se denomina cima recta a la moldura cóncava en la parte superior y convexa en la inferior. Figura 9.
Se llama cima reversa a la moldura convexa en la parte superior y cóncava en la inferior. Figura 7.

### Escocia
Moldura cóncava, compuesta de dos curvas de diferente radio, siendo normalmente el arco inferior el de mayor tamaño. Su nombre proviene de que al estar presente en la basa griega de las columnas de orden jónico, producía un efecto pronunciado de sombras y claros. Figura 14.
La moldura cóncava cuyo perfil es semicircular se denomina media caña. Figura 13.

### Caveto
El caveto, también denominado esgucio o antequino, es una moldura decorativa cóncava con perfil de cuarto de círculo. Conforma la característica terminación superior de los templos egipcios. Figura 16.
Se llama caveto recto cuando el vuelo está hacia arriba y caveto al revés cuando está hacia abajo. Figuras 11 y 12.

### Baquetón o Fascículo
Tipo de moldura vertical redonda, en forma de tallo o rollo, y normalmente dispuesta en hilera con otras, utilizada especialmente en la arquitectura gótica.